# Les Invités de huit heures (film, 1933)

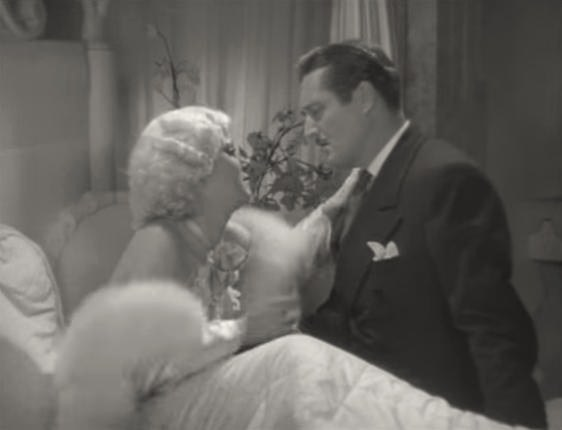
Jean Harlow et Edmund Lowe

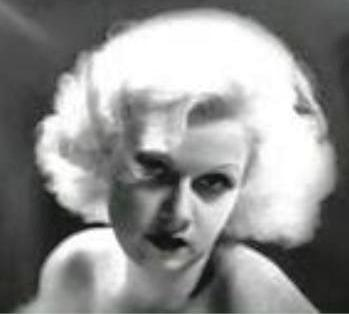
Jean Harlow

Pour les articles homonymes, voir Les Invités de huit heures.
Pour plus de détails, voir Fiche technique et Distribution.
Les Invités de huit heures (Dinner at Eight) est un film américain en noir et blanc réalisé par George Cukor, sorti en 1933.
Un remake télévisé sera tourné en 1989, Dinner at Eight (en) avec Lauren Bacall.

## Synopsis
La mondaine new-yorkaise Millicent Jordan met toute son énergie à organiser un dîner en l’honneur de Lord et Lady Ferncliffe, des aristocrates anglais, sans se préoccuper des difficultés professionnelles de son mari Oliver Jordan et de ses malaises cardiaques. On suit ainsi les préparatifs épiques du dîner et la galerie de personnages pittoresques invités à la soirée : la vieille actrice et demi-mondaine Carlotta Vance, gênée financièrement, cherche à vendre ses actions Jordan ; Dan Packard, homme d’affaires arriviste, veut accaparer l’entreprise d'Oliver Jordan ; sa femme, Kitty, harengère sexy sortie du ruisseau, le trompe avec son médecin à qui sa charmante épouse pardonne tout. Larry Renault, amant de Paula, la fille des Jordan, acteur vieillissant et alcoolique, invité aussi pour sa gloire passée, se suicide… Les Anglais ne viendront pas. Millicent apprend les difficultés et la maladie de son mari et promet de s'amender, consolée par Carlotta Paula oubliera Larry et épousera son charmant fiancé, avide de reconnaissance sociale la pétulante Kitty obtient de son mari qu'il ne ruine pas les Jordan, et le docteur Talbot jure d'être fidèle.

## Fiche technique
- Titre : Les Invités de huit heures
- Titre original : Dinner at Eight
- Réalisation : George Cukor, assisté de Joseph Newman (non précisé)
- Scénario : Frances Marion et Herman J. Mankiewicz, d'après la pièce de George S. Kaufman et Edna Ferber
- Dialogues additionnels : Donald Ogden Stewart
- Musique : William Axt
- Photographie : William H. Daniels
- Montage : Ben Lewis
- Direction artistique : Hobe Erwin et Frederic Hope
- Costumes : Adrian
- Producteur : David O. Selznick
- Société de production : Metro-Goldwyn-Mayer
- Pays de production :  États-Unis
- Langue originale : anglais américain
- Format : noir et blanc — son : mono (Western Electric Sound System)
- Genre : comédie dramatique, comédie romantique
- Durée : 113 minutes
- Dates de sortie :
  - États-Unis : 12 janvier 1934
  - France : 1er décembre 1933

## Distribution
- Marie Dressler : Carlotta Vance
- John Barrymore : Larry Renault
- Wallace Beery : Dan Packard
- Jean Harlow : Kitty Packard
- Lionel Barrymore : Oliver Jordan
- Lee Tracy : Max Kane
- Edmund Lowe : Wayne Talbot
- Billie Burke : Millicent Jordan
- Madge Evans : Paula Jordan
- Jean Hersholt : Jo Stengel
- Karen Morley : Lucy Talbot
- May Robson : Mrs. Wendel
- Louise Closser Hale : Hattie Loomis
- Grant Mitchell : Ed Loomis
- Harry Beresford : Fosdick
- John Davidson : M. Hatfield
- Hilda Vaughn : Tina
- Phillips Holmes : Ernest DeGraff
- Phoebe Foster : Mlle Alden